# Warren, Rhode Island
Warren är en kommun (town) i Bristol County i delstaten Rhode Island, USA med cirka 11 360 invånare (2000). Den har enligt United States Census Bureau en area på 22,4 km².